# تحقيقات فلسفية
تحقيقات فلسفية (بالإنجليزية: Philosophical Investigations)‏ واحد من أهم الأعمال المنشورة في الفلسفة في القرن العشرين، كتبه الفليسوف النمساوي لودفيغ وتغنشتاين، وقد تطرق إلى العديد من المسائل والمعضلات الفلسفية في مجالات مختلفه منها المنطق، وعلم المعاني، وفلسفة الرياضيات، وعلم النفس الفلسفي، ونظرية الاداء، بالإضافة إلى فلسفة العقل. أوضح فتغنشتاين ان الالتباسات المفاهيمية المحيطة باستخدام اللغة هي أساس معظم المشاكل الفلسفية معارضاً بذلك الكثير من أفكاره التي قد سبق وكتبها في كتابه «رسالة منطقية فلسفية».

## روابط خارجية
- تحقيقات فلسفية على موقع الموسوعة البريطانية (الإنجليزية)